# Lingue bunaban
Le lingue Bunaban sono un gruppo linguistico che fa parte delle lingue aborigenee australiane.
Sono parlate nell'Australia del nord e sono parlate da circa 500 persone e sono considerate a rischio.
sono divise in 2 lingue : Bunuba, Gooniyandi.
La più parlata è lo Gooniyandi con circa l'80% del totale, il resto parla Bunuba.